# Roxanne Perez

Carla Gonzalez (Laredo (Texas), 5 november 2001  beter bekend als "Roxanne Perez, is een Amerikaans professioneel worstelaar die sinds 2022 actief is in de World Wrestling Entertainment.  Roxanne is een 2-voudig NXT Women's Champion. Voordat ze tekende bij de WWE worstelde  Gonzalez onder de ring naam  Rok-C in Ring of Honor (ROH), waar zij de eerste  ROH Women's World Champion was .ze worstelde ook voor onhafhankelijke organisaties zoals de Reality of Wrestling (ROW).

## Kampioenschappen en prestaties
- ESPN

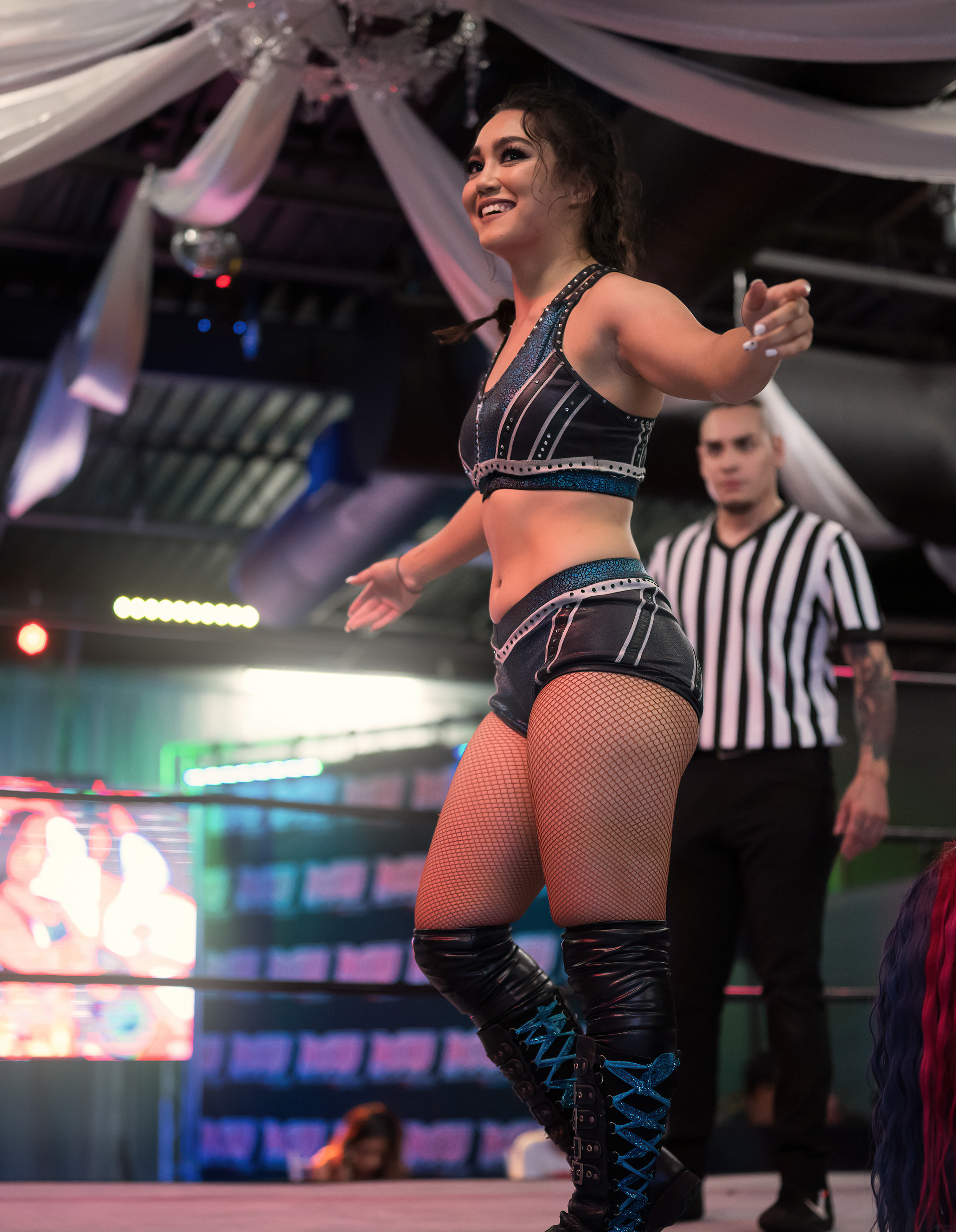
Gonzalez als Rok-C in 2021

  - Women's Wrestler of the Year (2024) – tied with Toni Storm
- Mission Pro Wrestling
  - MPW Awards (3 times)
    - Wrestler of the Year for MPW (2019)
    - Match of the Year for MPW (2019)
    - Moment of the Year for MPW (2019)
- New Texas Pro Wrestling
  - New Texas Pro Women's Championship (1 time)
- Pro Wrestling Illustrated
  - Ranked No. 11 of the top 250 female wrestlers in the PWI Women's 250 in 2024
- Renegade Wrestling Revolution
  - RWR Vixens Champion (1 time)<
- Ring of Honor
  - ROH Women's World Championship (1 time, inaugural)
  - ROH Women's World Championship Tournament (2021)
  - ROH Year-End Award (2x)
    - Female Wrestler of the Year (2021)
    - Best New Star (2021)
- Reality of Wrestling
  - ROW Diamonds Division Championship (1x)
- Sabotage Wrestling
  - Sabotage War of the Genders Championship (1x)
- WWE
  - NXT Women's Championship (2x)
  - NXT Women's Tag Team Championship 1x – met Cora Jade
  - NXT Women's Breakout Tournament (2022)
  - Women's Iron Survivor Challenge (2022)
  - Slammy Award (1x)
    - NXT Superstar of the Year 2025

  - NXT Year-End Award (1x)
    - Female Superstar of the Year (2024)